# ジム・ネイバース
ジム・ネイバース（Jim Nabors, 本名：James Thurston Nabors, 1930年6月12日 - 2017年11月30日）は、アメリカ合衆国の俳優、歌手、コメディアン。アラバマ州シラコーガ生まれ。

## 来歴・人物
アラバマ大学を卒業。
1960年代の人気シットコム『メイベリー110番』とそのスピンオフ『マイペース二等兵』で、温厚かつ無邪気なキャラクターのゴーマー・パイル役を務め、国内外の視聴者に広く知られる。
両番組では間抜けな振る舞いと甲高い声色が特徴的な役どころだったが、のちに確固としたバリトンの歌声を披露したことで多くの人々を驚かせ、やがて人気歌手へと歩みを変えた。これまでに歌手として28枚のアルバムと多数のシングルをリリースし、うち1枚がプラチナディスク、5枚がゴールドディスクという売り上げを記録している。
テレビにおいてはシットコムやドラマ出演のみならず、1960年代から1970年代にかけて放送された『キャロル・バーネット・ショー』『マペット・ショー』『セサミストリート』といったバラエティ番組にも数多く出演した。中でも『キャロル・バーネット・ショー』のキャロル・バーネットは番組の新シーズンが始まる度に初回ゲストとしてネイバースを招き、ネイバースを幸運のお守りのようにみなしていた。
映画への出演もこなしているが、そのほとんどは俳優バート・レイノルズによるところが大きい。レイノルズ主演の『テキサス1の赤いバラ』『ストローカーエース』『キャノンボール2』といった1980年代の映画に出演している。
1972年から2014年にかけての43年間、アメリカで最も偉大なレースであるインディ500のスタートコマンド前に「バック・ホーム・アゲイン・イン・インディアナ」を歌っていたことでも有名である。彼の引退後は、毎年様々な歌手によってこの伝統は受け継がれている。
2017年11月30日、ハワイ州ホノルルの自宅で87年の生涯に幕を下ろした。